# Minimundus
Minimundus je miniaturni park v Celovcu na Koroškem v Avstriji. Prikazuje več kot 150 miniaturnih modelov arhitekture z vsega sveta, zgrajenih v razmerju 1:25.

## Zgodovina
Od odprtja leta 1958 je 26.000 kvadratnih metrov velik park obiskalo več kot 15 milijonov obiskovalcev. Prihodke uporablja organizacija za pomoč otrokom Rettet das Kind ("Save the Child"), ki je lastnica parka.

## Modeli
Majhen izbor modelov:
- Stolnica svetega Štefana
- Kip svobode
- Bazilika svetega Petra
- Stolnica v Brasílii
- CN Tower, Toronto
- Eifflov stolp
- Grad Ostrovica v Avstriji
- Sydneyjska opera
- Tower of London
- Bela Hiša
- Tadž Mahal
- Velika mošeja Baiturrahman
- Castillo de Coca
- Atomium
- Številni evropski vlaki
- Space Shuttle in njegova ploščad

Večina modelov je premičnih in jih med zimo izven sezone preselijo drugam.